# Adam Schlesinger

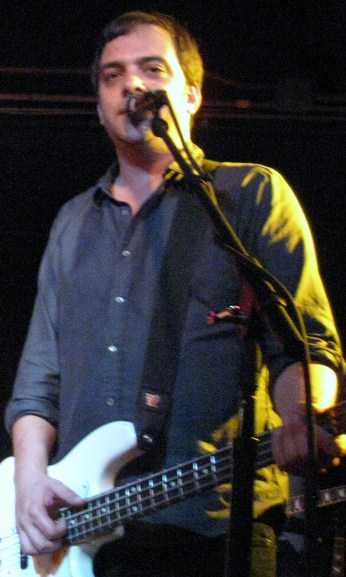
Adam Schlesinger (2009)

Adam Schlesinger (* 31. Oktober 1967 in New York City; † 1. April 2020 in Poughkeepsie, New York) war ein US-amerikanischer Musiker, Liedermacher und Komponist von Filmmusik. Er spielte unter anderem in den Bands Ivy und Fountains of Wayne. Schlesinger wurde mehrfach mit dem Emmy und einmal mit dem Grammy ausgezeichnet sowie für den Tony und den Oscar nominiert.

## Leben
Schlesinger wurde in New York als Sohn des Managers Stephen Schlesinger der John Simon Guggenheim Memorial Foundation und der Publizistin Barbara Schlesinger (geb. Bernthal) geboren. Er wuchs zunächst in Manhattan und später in Montclair (New Jersey) auf und besuchte die High School in Montclair. Adam Schlesinger begann mit fünf Jahren Klavier zu lernen. Während seiner Schulzeit spielte er bereits in Bands. Er studierte am Williams College und lernte in dieser Zeit Chris Collingwood kennen und musizierte mit ihm in Bands.
Im Jahr 1991 kehrte er in seine Heimatstadt New York zurück und wurde 1993 Mitglied der Band Ivy. Neben Ivy spielte er in einer weiteren Band und schrieb Musik für Werbespots und fürs Fernsehen. Ende 1995 wurde er Geschäftsführer des Labels Scratchie Records. Zu dieser Zeit hatte er wieder Kontakt mit Collingswood und begann mit ihm zu musizieren und Musik zu schreiben, hieraus sollte sich Fountains of Wayne entwickeln. 1996 veröffentlichte die Band mit Schlesinger am Bass das erste Album. Zur gleichen Zeit schrieb er die Filmmusik für den Film That Thing You Do!, wofür er 1997 für den Oscar nominiert wurde. Er blieb dabei weiterhin Mitglied der Band Ivy. Ivy und Fountains of Wayne veröffentlichten weiterhin Platten. Fountains of Wayne konnte mit ihrem dritten Album Welcome Interstate Managers (2003) Platz 115 der Billboard 200 erreichen und mit Sky Full of Holes (2011) Platz 37.
Parallel zu seinen Bandmitgliedschaften schrieb er weiter für Fernsehen, Film und Bühne. Er schrieb die Musik für den 2007 in die Kinos gekommenen Film Mitten ins Herz – Ein Song für dich. 2008 feierte das Musical Cry Baby Premiere, für das Schlesinger die Musik geschrieben hatte, während David Javerbaum den Text beitrug. Die beiden wurden hierfür für den Tony nominiert. 2009 gewann Schlesinger den Grammy für die Musik zur Fernsehshow A Colbert Christmas: The Greatest Gift of All! und wurde für ein Lied für die Sesamstraße für den Grammy nominiert. 2011 wurde er für die Musik zu Elmo the Musical erneut für den Grammy nominiert. Javerbaum und er gewannen 2012 und 2013 Emmys für ihre Arbeit an der Musicaleinlage der Tony Awards. 2015 begann er für die Fernsehserie Crazy Ex-Girlfriend zu arbeiten, wofür er 2019 mit einem Emmy geehrt wurde.
Am 1. April 2020 starb er im Alter von 52 Jahren an den Folgen einer SARS-CoV-2-Infektion. Er hinterließ zwei Töchter aus seiner geschiedenen Ehe.

## Auszeichnungen und Nominierungen (Auswahl)
Nur 15 Personen konnten bis zum Januar 2020 einen EGOT gewinnen, auch bekannt als Grandslam der Unterhaltungsbranche. Diese Personen haben zumindest einen Emmy, einen Grammy, einen Oscar und einen Tony Award. Schlesinger wurde für vier dieser Auszeichnungen zumindest nominiert und mit Grammy und Emmy ausgezeichnet.

### Auszeichnungen
EGOT-Auszeichnungen:
- Grammy 2010: Bestes Comedy Album (A Colbert Christmas: The Greatest Gift of All!).
- Emmy 2012: Auszeichnung für herausragende Musik und Lyrik für It’s Not Just for Gays Anymore bei den 65. Jährlichen Tony Awards 2011.
- Emmy 2013: Emmy für herausragende Musik und Lyrik für If I Had Time, gesungen während den 66. Jährlichen Tony Awards 2012.
- Emmy 2019: Auszeichnung für herausragende Musik und Lyrik für Anti-Depressants Are So Not a Big Deal in Crazy Ex-Girlfriend.

Nicht-EGOT-Auszeichnung:
- WGA Award 2013.

### Nominierungen
EGOT-Nominierungen:
- Emmys Nominierungen 2009, zweimal 2016, 2017 und 2019.[7]
- Tony Awards 2008: Nominierung zusammen mit David Javerbaum in der Kategorie Bestes Originalstück, geschrieben für das Theater mit Cry Baby. Der Tony ging an Lin-Manuel Miranda für das Musical In The Heights.[8]
- Oscar 1997: Nominierung für den Besten Song (That Thing You Do! aus That Thing You Do!). Der Oscar ging an Tim Rice und Andrew Lloyd Webber für You Must Love Me in Evita.

Nicht-EGOT-Nominierungen:
- Annie Award 2013 für die Beste Filmmusik in einem Animationsfilm für Ice Age 4 – Voll verschoben (Ice Age: Continental Drift). Die Auszeichnung ging an das Team von Ralph reichts (Wreck-It Ralph).[9]
- Golden Globe Award 1997: Nominierung für das Beste Lied für einen Kino-Film für That Thing You Do. Die Auszeichnung ging an Tim Rice und Andrew Lloyd Webber für You Must Love Me in Evita.[10]